# دمیتریفکا (شهرستان ایوانوفسکی، استان آمور)
دمیتریفکا (به لاتین: Dmitriyevka) یک منطقهٔ مسکونی در روسیه است که در استان آمور واقع شده‌است.